# Blatobulgium

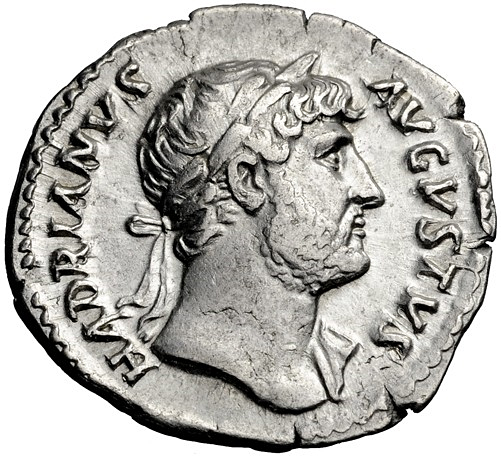
Münzporträt des Hadrian

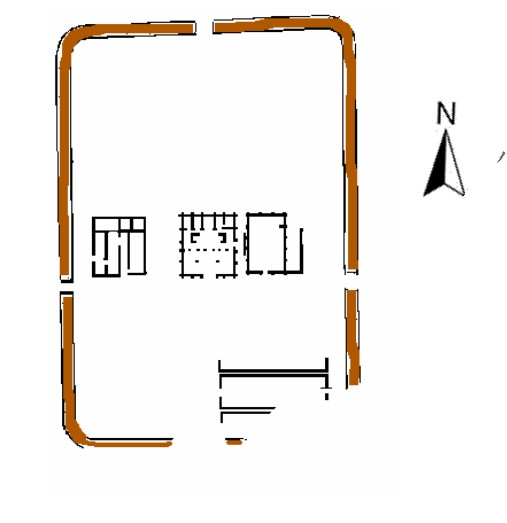
Befundskizze des antoninischen Kastells mit Innenbauten, das Gebäude in der Mitte sind die Principia

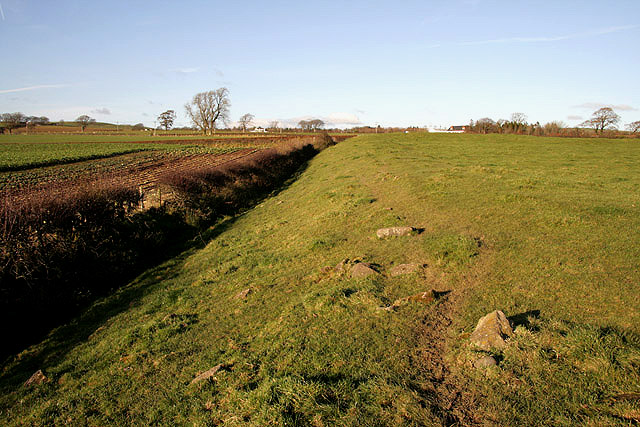
Blick auf das Kastellareal und die Überreste der Westmauer

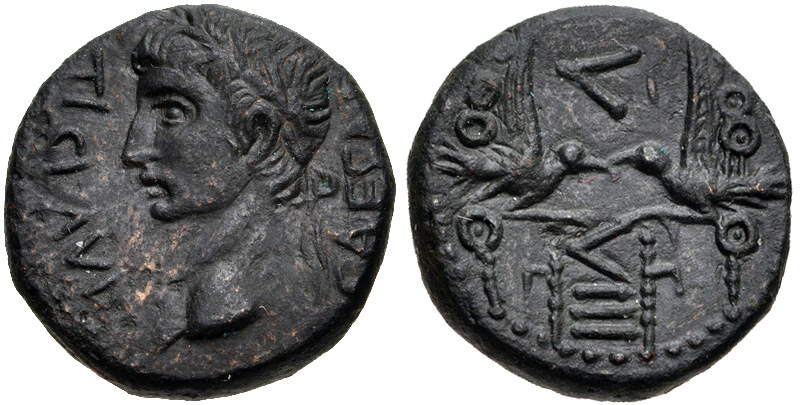
Münzprägung (As) des Claudius zu Ehren der Legio V Alaudae und Legio VIII Augusta

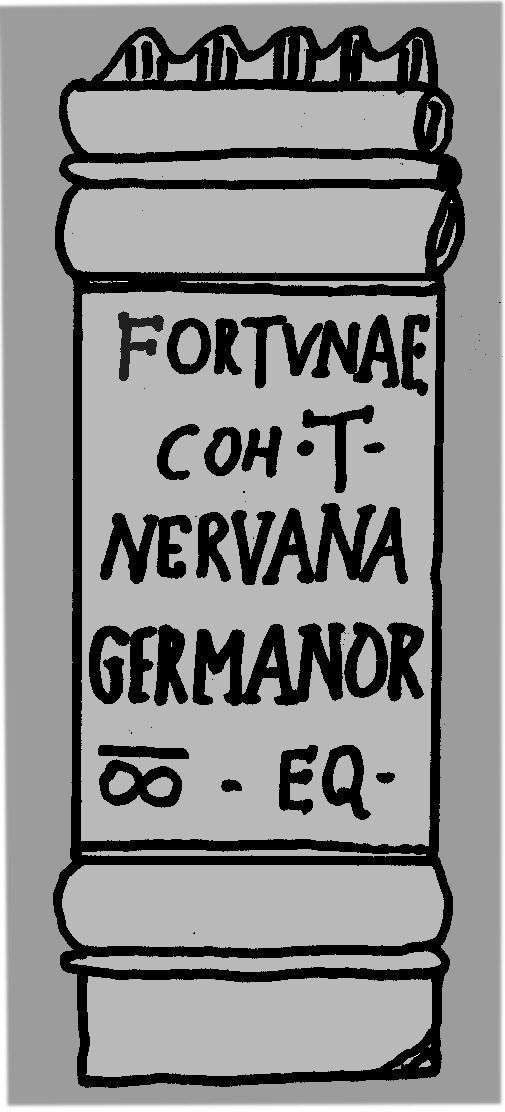
Skizze des Fortuna-Weihesteins

Blatobulgium (Birrens oder Birrens Fort, auch Birrenwork Fort) war ein römisches Kastell in Schottland (Caledonia) in der Grafschaft (County) Dumfries-Shire (Council Dumfries and Galloway). Es war eines der Kastelle zur Vorfeldsicherung des Hadrianswalls. In der Nähe wurden auch die Reste von vier, nur temporär genutzten, römischen Marschlagern entdeckt, noch weitere, ebenfalls nur kurzzeitig verwendet, konnten in einiger Entfernung davon nachgewiesen werden.

## Lage und Funktion
Das Kastell liegt in den Central Lowlands, nördlich von Bowness-on-Solway, 2,5 Kilometer östlich Ecclefechan auf dem Gebiet der Gemeinde (Parish) Middlebie. Das Areal wurde nie modern überbaut und ist daher im Gelände noch sehr gut auszumachen. Vom Südwall ist heute nichts mehr sichtbar, nähert man sich der Kastellfläche vom Süden, kann man aber die Überreste der nördlichen Befestigungen des Kastells immer noch leicht erkennen, die sich hinter einer mit Ginsterbüschen bewachsenen Böschung oberhalb des Flussufers entlangziehen.
Nördlich des Hadrianswall angelegt, diente es als Beobachtungsposten sowie zur Überwachung einer Römerstraße, die von Carlisle/Luguvalium aus ins südliche Schottland und in Richtung Osten nach Rutupiae führte. Das Kastell lag im Stammesgebiet der Selgovaen und dadurch an einer entscheidenden strategischen Position, die es ermöglichte, das Vorfeld am westlichen Ende des Hadrianswalles und damit auch die Küste des Solway Firth zu kontrollieren. Der Wall ist die bekannteste Befestigung des Limes Britannicus.

## Name
Der antike Name des Kastells, Blatobulgium, bedeutet übersetzt wahrscheinlich „Blumenhügel“ oder auch „Mehlsack“. Er findet sich im Itinerarium Antonini aus dem 2. Jahrhundert n. Chr., in dem es u. a.heißt:
„:…an der Route von den Verschanzungen bis zum Hafen von Rutupiae, 481 milia passum…“,
d. h. 481 römische Meilen vom Hadrianswall bis nach Richborough am Ärmelkanal, im heutigen County of Kent. Laut Itinerarium befand sich Blatobulgio rund zwölf römische Meilen von Castra Exploratorum (Netherby, Cumbria) entfernt, ebenfalls ein Stützpunkt der noch in den Lowlands lag.
Eventuell steht auch der heutige Ortsname Birrens mit dem Kastell oder einer keltischen Hügelfestung (sog. Hill fort) im ursächlichen Zusammenhang. Dieser Name kommt in verschiedenen Varianten (Birren, Burran, Burrance, Burian) in dieser Region recht häufig vor und bezeichnet meist befestigte Siedlungen, 14 davon allein in Dumfries-Shire. Der Ursprung des Wortes selbst könnte sich aus dem irischen boirean, ausgesprochen als „burran“, ableiten, das „großer Felsen“ oder auch „steiniger, felsiger Platz“ bedeutet. Wahrscheinlicher ist jedoch, dass es vom angelsächsischen Wort byrgene oder byrigen für „Grabstätte, -monument“ oder auch „Grabhügel“ (Tumulus) herrührt.

## Forschungsgeschichte
Das Kastell ist heute zum größten Teil erforscht. Einzelne Inschriftenfunde sind schon seit dem 18. Jahrhundert bekannt. Der erste Bericht über das Kastell stammt von seinem Entdecker Alexander Gordon. Er beschreibt die Anlage darin als rechteckig, befestigt durch vier Gräben und Erdwälle. Ein Teil sei aber vom Fluss (Water of Mein-and Haughill Burn) weggerissen worden. Weiters fand er ausgehöhlte langrechteckige Steinblöcke vor, die wohl einst Bestandteile einer Abflussrinne für die Ableitung von Regen- oder Grundwasser waren. Die Reste eines Gewölbes waren an der Südseite des Areals erkennbar, wahrscheinlich der Keller eines größeren Gebäudes. Gordon fand auch einen Stein mit einer, allerdings stark verwitterten, Inschrift vor. Die ersten systematischen Ausgrabungen wurde von der Society of Antiquaries of Scotland, im Sommer und Herbst 1895 durchgeführt. Die bislang umfangreichsten Untersuchungen wurden in den Jahren 1960 bis 1967 initiiert.
Während der Ausgrabungen in Birrens kamen u. a. Bestandteile einer Ballista zutage, die vermutlich in die Mitte des 2. Jahrhunderts zu datieren sind. Man nimmt an, dass die Garnison auch an diesen Waffen ausgebildet wurde, wahrscheinlich in einem Kastell bei Burnswark, das unmittelbar in der Nähe lag und als Ausbildungslager diente. Weiters wurde eine große Anzahl an reich dekorierter südgallischer Keramik geborgen, die ausnahmslos in die antoninische Periode datiert werden konnte, Keramik aus flavischer Zeit konnte hingegen nicht nachgewiesen werden.

## Kastell
Das frühe, ca. 1,32 ha große, Kastell könnte schon unter Gnaeus Iulius Agricola im späten 1. Jahrhundert gegründet worden sein, wahrscheinlich im Zuge seiner Feldzüge in Schottland. Zur Zeit Hadrians (117–138 n. Chr.) vergrößerte man es auf ca. 1,65 ha, nach einer undatierten Inschrift zu schließen möglicherweise von Soldaten der Legio XX. Um 150 n. Chr. wurde es abermals durch ein Feuer zerstört. Sein Nachfolgerbau wurde 158 n. Chr. von der II. Tungrerkohorte unter Iulius Verus mehrmals umgebaut und dabei auf 2,1 ha vergrößert, möglicherweise war daran auch ein Bautrupp der in Eboracum/York stationierten Legio VI Victrix beteiligt. Die neuen Gebäude waren allerdings von schlechterer Qualität als ihre Vorgänger, wurden aber bis in das späte 2. Jahrhundert kontinuierlich genutzt. Im Gegensatz zu den benachbarten Lagern bei High Rochester und Bewcastle wurde es Ende des 2. Jahrhunderts wieder aufgegeben, vermutlich um 184 n. Chr. Epigraphische Funde und Münzfunde deuten an, dass es aber im frühen 3. Jahrhundert n. Chr. wieder für kurze Zeit von römischen Soldaten besetzt wurde.
Das Lager hatte einen standardmäßigen, im Norden leicht nach Südwesten verzogenen, quadratischen Grundriss mit abgerundeten Ecken. Der Wall war von insgesamt vier Toren durchbrochen. Die Befestigungen waren ausschließlich in Holz-Torf-Bauweise errichtet, eine spätere Verstärkung durch eine vorgesetzte Steinmauer konnte nicht nachgewiesen werden. Das Kastell war zusätzlich mit bis zu sechs Gräben umgeben. Die südöstliche Lagerecke wurde im Laufe der Jahrhunderte von einem nahen Fluss, den Middlebie Burn, abgeschwemmt. Das ausgedehnte Grabensystem und der Erddamm eines Torweges sind im Nordteil noch erkennbar, einzelne verstreute Bausteine markieren die Position des einstigen Westtores.

## Innenbauten
Die meisten Überreste der Innenbebauung sind heute wieder verschüttet, ausgenommen an der Süd-Ost-Ecke, hier sind noch die Reste von steinernen Fundamenten erkennbar; sie gehören zu Gebäuden der retentura (d. h. der hintere Teil des Lagers). Nachgewiesen werden konnten die Principia, das Praetorium, Mannschaftsbaracken sowie drei Lagerhäuser (Horreum) und – wahrscheinlich – auch die Reste des Lagerhospitals. Im Kastell der hadrianischen Periode waren fast alle Innenbauten aus Holz, mit Ausnahme der Zentralgebäude, die in Steinbauweise errichtet wurden.

## Garnison
Folgende Einheiten sind für Blatobulgium bekannt bzw. haben sich dort für eine gewisse Zeit aufgehalten:
| Zeitstellung                  | Truppenname | Bemerkung |
| ----------------------------- | --- | --- |
| 1. Jahrhundert n. Chr.        | - Legio octāvia Augusta („die achte Legion des Augustus“), - Legio vīgintī secunda Primigenia („die zweiundzwanzigste Legion, die Erstgeborene“)                 | Nur ein Inschriftenstein aus Birrens nennt diese zwei Legionen, die nur für eine kurze Zeitspanne auf der Insel stationiert waren. Man weiß, dass die Legio VIII im Jahre 43 n. Chr. Kaiser Claudius bei seinem zweiwöchigen Aufenthalt in Britannien begleitete und dann mit ihm wieder auf den Kontinent zurückkehrte. Sie wird auch auf einem Militärdiplom aus Britannien genannt. Über die Aktivitäten der Legio XXII in Britannien ist ansonsten nichts bekannt, sie wird aber auch noch auf einem anderen Inschriftenstein erwähnt, der an einen bislang unbekannten Fundort in Schottland geborgen wurde. |
| 1. Jahrhundert n. Chr.        | Cohors Primae Nervana Germanorum milliaria equitata („die erste teilberittene Kohorte der germanischen Nervii“)                                                  | Diese Einheit war die erste (durch eine Inschrift) im frühantoninischen Blatobulgium nachweisbare Garnisonseinheit. Es handelte eine 1000 Mann starke gemischte Truppe aus Infanteristen und Reitern. Ihre Soldaten wurden in der Gallia Belgica, im Gebiet zwischen Maas und Schelde im Norden und Westen des heutigen Belgien rekrutiert. Diese Einheit stiftete einen Weihealtar für die Göttin Fortuna und einen Altar für Jupiter. Ein weiterer stark beschädigter Altarstein trägt ebenfalls eine Widmung dieser Einheit. Diese Einheit ist auch bekannt von einem nicht exakt zu datierenden Altarstein aus Aballava (Burgh-by-Sands, Cumbria) und einem Altar des Cocidius aus Castra Exploratorum (Netherby, Cumbria) der auch noch auf einen anderen Stationierungsort, Fanum Cocidi (Bewcastle, Cumbria), hinweist.    |
| 1. bis 2. Jahrhundert n. Chr. | Cohors secunda Tungrorum Millaria Equitata coram laudata („die zweite teilberittene Kohorte der Tungrer, römische Bürger, 1000 Mann stark, öffentlich belobigt“) | Sie ist die zweite, sicher nachgewiesene, Einheit für das Kastell Birrens und zählte ca. 1000 Mann. Ursprünglich rekrutierte sie sich wohl aus dem Stamm der Tungerer, der zur damaligen Zeit im östlichen Belgien ansässig war. Die Tungrerkohorte wird auf nicht weniger als neun Inschriften aus dem Kastell oder seinem Umfeld erwähnt. Die Truppe dürfte also über eine längere Zeit hier stationiert gewesen sein, bevor sie entweder in einer Schlacht aufgerieben oder wieder abgezogen und an einen anderen Ort versetzt wurde. Die Einheit wurde in dieser Zeit auch immer wieder durch Rekruten aus anderen Stämmen aufgefüllt; viele von ihnen (z. B. Raeter) werden ebenfalls in den Inschriften erwähnt. Zwei mutmaßliche Inschriften aus Birrens wurden auch in der Abtei von Hoddom, ca. 5 km entfernt, entdeckt. |

## Marschlager
Vier römische Marschlager konnten rund um Birrens nachgewiesen werden, zwei nahe Middlebie und die anderen beiden bei Kirkpatrick-Fleming nicht weit von der heutigen Straße entfernt, in Richtung Süd-Ost.
- Birrens 1, Broadlee (? × 114 m),
- Birrens 2, Mein Water (290 × ? m),
- Birrens 3, Johnstone Hall (229 × 335 m, 18,9 ha),
- Birrens 4, (Abmessungen unbekannt)

Eine weitere römische Befestigung befand sich bei Burnswark auf dem Brunswark Hill über der Straße Richtung Nordwesten.

## Vicus
Bei einer geophysikalischen Untersuchung im nördlichen Umfeld des Kastells im Jahre 1996 konnten die Reste eines Gebäudes mit Innenhof, wahrscheinlich eine Herberge (mansio), nachgewiesen werden. Es gibt auch Hinweise dafür, dass das Lagerbad außerhalb der Befestigungen im Süden am Ufer des Flusses lag. Die meisten Spuren des Vicus konnten nördlich des Kastells nachgewiesen werden, römerzeitliche Kulturschichten fanden sich auch noch unterhalb des Erdwalles des antoninischen Kastells, direkt neben dem Areal des hadrianischen Kastells. Weitere zivile Spuren wurden auch noch im Nordwesten des Areals beobachtet.
Einige Inschriften aus Birrens erwähnen auch Zivilisten, wie z. B. den Freigelassenen Celerund Flavia Baetica, Ehefrau des Bassus, ein Zenturio der Cohors II Tungorum, dessen Grabstein von seinem Sohn Afutianus, der im Kastell lebte, gesetzt wurde. Eine Frau namens Magunna (dem Namen nach vermutlich eine Einheimische) stiftete einen Altar für Iupiter Dolichenus. Vermutlich lebte sie im Lagerdorf. Weiters ist ein Mann namens Cistumucus bekannt, der ursprünglich aus Locus Maponi stammte, ca. 16 km westlich von Birrens entfernt, das heutige Lochmaben. Dort stand ein Tempel für den Gott Maponus (Cistumuci lo(co) Maboni); allerdings ist nicht ganz geklärt, ob die Erwähnung des Maponus lediglich die Herkunft des Stifters angeben, oder die Gottheit als Begünstigten nennen soll.Cistumucus war vielleicht ein einheimischer Händler. Die hier sicherlich auch vorhandenen Gräberfelder wurden bis dato noch nicht lokalisiert.

## Tempelbezirk
Ein Plan aus dem Jahre 1793 zeigt eine etwas höher gelegene Einfriedung (Annexe) westlich des Kastells. 1939 durchgeführte Bodenuntersuchungen brachten insgesamt zwei, von Doppelgräben umgebene Areale zum Vorschein. Wahrscheinlich durchlief dieser Komplex – ähnlich wie beim Kastell – mehrere Bauphasen. Während der Ausgrabungen von 1962 bis 1967 konnten an der Ostseite des Kastells keinerlei Befestigungen entdeckt werden. Eines der vier rund um Birrens nachgewiesenen Marschlager lag zwar etwas weiter nördlich der Anlage, scheint mit dem Annexe aber in keinerlei Zusammenhang stehen. Beide dürften zeitgleich mit dem Lager entstanden sein. Im 19. Jahrhundert wurden auch Fundamente eines Steingebäudes im südlichen Teil der Anlage beobachtet. Die ersten drei Inschriftensteine wurden 1731 gefunden. Eine dieser Inschriften befand sich auf einem Altar, der von einem gewissen Amandus, einem Architekten, der Brigantia, der Schutzgöttin des nordbritannischen Stammes der Briganten, gewidmet worden war. Fragmente einer etwas größeren Statue konnten ebenfalls entdeckt werden. Die Figurengruppe stand offensichtlich in einem Tempelbau, der ca. 36 × 12 englische Fuß maß. Ein weiterer, von Soldaten der Cohors II Tungrorum gestifteter, 1810 aufgefundener Altar war der Göttin Minerva geweiht. Drei weitere Altäre wurden zwei Jahre später entdeckt. Sie waren den Gottheiten Ricagambeda, Mars sowie dem Siegerglück des Kaisers und „allen Göttern und Göttinnen“ gewidmet. Andere Weihealtäre, wahrscheinlich ebenfalls aus diesem Annexe, waren Harimella und Viradecthis geweiht. Es handelt sich bei diesem Gelände mit ziemlicher Sicherheit um den Tempelbezirk des Kastells.

## Denkmalschutz und Fundverbleib
Die Fundstelle steht unter dem Schutz der Royal Commission on the Ancient and Historical Monuments of Scotland und wird vom Solway Heritage Archaeologist betreut. Der Lagerbereich ist ein Bodendenkmal. Nachforschungen und gezieltes Sammeln von Funden sind genehmigungspflichtig, Zufallsfunde sind an die o. a. Denkmalbehörde zu melden.
Statuen und Inschriftensteine – wie z. B. der Grabstein des Afutianus – sind im Dumfries-Museum zu besichtigen, andere Funde werden im National Museum of Antiquities of Scotland ausgestellt.